# ライヴ・フロム・セントラル・パーク
| 専門評論家によるレビュー          | 専門評論家によるレビュー |
| レビュー・スコア                  | レビュー・スコア         |
| 出典                              | 評価                     |
| --------------------------------- | ------------------------ |
| AllMusic                          | [ 1 ]                    |
| Entertainment Weekly              | B−                       |
| The New Rolling Stone Album Guide | [ 3 ]                    |
| Robert Christgau                  | A−                       |

『ライヴ・フロム・セントラル・パーク』（en: Sheryl Crow and Friends: Live from Central Park）はアメリカのシンガー・ソングライター、シェリル・クロウによる1999年にリリースされたライヴ・アルバム。
リリース当時はBillboard 200で107位に達したに過ぎないが、2008年1月時点で米国内で48万6000枚を売り上げ、ゴールドディスク認定が考慮されるに至った。コンサートは1999年9月14日にニューヨークのセントラルパークでディクシー・チックス、フリートウッド・マックのスティーヴィー・ニックス、プリテンダーズのリーダー、クリッシー・ハインド、ローリング・ストーンズのキース・リチャーズ、サラ・マクラクランや伝説的ギターの名手、エリック・クラプトンなどの数多くのクロウの音楽仲間が出演して開催された。コンサートの司会は俳優・コメディアンのビル・マーレイが務めた。

## 収録曲
| #   | タイトル                                                               | 作詞・作曲                                                                                     | 時間 |
| --- | ---------------------------------------------------------------------- | ---------------------------------------------------------------------------------------------- | ---- |
| 1.  | 「エヴリデイ・イズ・ア・ワインディング・ロード」                       | クロウ、ブライアン・マクロード、ジェフ・トロット                                               | 5:29 |
| 2.  | 「マイ・フェイヴァリット・ミステイク」                                 | クロウ、トロット                                                                               | 4:13 |
| 3.  | 「さらばラス・ヴェガス」                                               | デヴィッド・ベアウォルド、ビル・ボットレル、クロウ、ケヴィン・ギルバート、デヴィッド・リケッツ | 7:21 |
| 4.  | 「ストロング・イナフ」(ディキシー・チックスと共演)                     | ベアウォルド、ボットレル、クロウ、ギルバート、マクロード、リケッツ                             | 3:36 |
| 5.  | 「イット・ドント・ハート」                                             | クロウ、トロット                                                                               | 5:56 |
| 6.  | 「ア・チェンジ」                                                       | クロウ、マクロード、トロット                                                                   | 5:17 |
| 7.  | 「ゴールド・ダスト・ウーマン」(スティーヴィー・ニックスと共演)         | スティーヴィー・ニックス                                                                       | 4:25 |
| 8.  | 「イフ・イット・メイクス・ユー・ハッピー」(クリッシー・ハインドと共演) | クロウ、トロット                                                                               | 5:03 |
| 9.  | 「オール・アイ・ワナ・ドゥ」                                           | ベアウォルド、ボットレル、ワイン・クーパー、クロウ、ギルバート                                 | 5:59 |
| 10. | 「ハッピー」(キース・リチャーズと共演)                                 | ミック・ジャガー、キース・リチャーズ                                                           | 3:21 |
| 11. | 「ディフィカルト・カインド」(サラ・マクラクランと共演)                 | クロウ                                                                                         | 5:55 |
| 12. | 「ホワイト・ルーム」(エリック・クラプトンと共演)                       | Pete Brown、ジャック・ブルース                                                                 | 5:50 |
| 13. | 「ネイバーフッド」                                                     | クロウ、トロット                                                                               | 5:32 |
| 14. | 「トゥームストーン・ブルース」                                         | ボブ・ディラン                                                                                 | 5:03 |

- 「ゴールド・ダスト・ウーマン」のオリジナルはフリートウッド・マックの楽曲
- 「ハッピー」のオリジナルはローリング・ストーンズの楽曲
- 「ホワイト・ルーム」のオリジナルはクリームの楽曲
- 「トゥームストーン・ブルース」のオリジナルはボブ・ディランの楽曲

## 参加ミュージシャン
- シェリル・クロウ – アコースティック・ギター、ベース・ギター、ハーモニカ、エレクトリック・ギター、レコード・プロデューサー
- ジム・ボギオス – ドラムス
- マシュー・ブルーベック – ベース・ギター、チェロ
- マイク・ロー – キーボード
- メアリー・ローウェル – アコースティック・ギター、ヴァイオリン
- ティム・スミス – ベース・ギター、エレクトリック・ギター、バックグラウンド・ヴォーカル
- ピーター・ストラウド（英語版） – アコースティック・ギター、エレクトリック・ギター、スライド・ギター
- エリック・クラプトン – 「ホワイト・ルーム」
- ディクシー・チックス – 「ストロング・イナフ」
- クリッシー・ハインド – 「イフ・イット・メイクス・ユー・ハッピー」
- サラ・マクラクラン – 「ディフィカルト・カインド」
- スティーヴィー・ニックス – 「ゴールド・ダスト・ウーマン」
- キース・リチャーズ – 「ハッピー」

## チャートと認定

### 週間チャート
| チャート (1999–2000年)       | 最高位 |
| ---------------------------- | ------ |
| ドイツ (Offizielle Top 100)  | 76     |
| スイス (Schweizer Hitparade) | 46     |
| US Billboard 200             | 107    |

### 認定
| 国/地域                    | 認定 | 認定/売上数 |
| -------------------------- | ---- | ----------- |
| カナダ (Music Canada)      | Gold | 50,000^     |
| ^ 認定のみに基づく出荷枚数 |      |             |

## 賞
グラミー賞
| 年   | 対象               | 分野                                           |
| ---- | ------------------ | ---------------------------------------------- |
| 2000 | 「ネイバーフッド」 | 最優秀女性ロック・ヴォーカル・パフォーマンス賞 |